# Edival Pontes
Edival Marques Quirino Pontes, também conhecido Netinho (João Pessoa, 11 de outubro de 1997) é um lutador de taekwondo brasileiro. Foi vice-campeão mundial no Campeonato Mundial de Taekwondo de 2022 em Guadalajara, campeão nos Jogos Olímpicos da Juventude de 2014, e medalhista olímpico com um bronze nos Jogos Olímpicos de Verão de 2024.

## Carreira
Filho de um jogador de futebol amador, entrou aos cinco anos numa escola desse esporte, e após conhecer o taekwondo dois anos depois Edival trocaria pela luta coreana. Aos 12 anos, já ganhava campeonatos brasileiros.
No Campeonato Mundial Júnior de Taekwondo de 2014, aos 16 anos, Edival tornou-se campeão mundial júnior, obtendo a medalha de ouro.
Nos Jogos Olímpicos de Verão da Juventude de 2014, aos 16 anos, ganhou uma medalha de ouro na categoria 63 kg, 
No Campeonato Pan-Americano de Taekwondo de 2016, Edival ganhou a medalha de prata na categoria 68 kg. 
Estreando no campeonato mundial na posição 38 do ranking mundial, Edival participou do Campeonato Mundial de Taekwondo de 2017. Chegou às oitavas de final, onde teve que enfrentar o coreano Lee Dae-hoon, detentor de duas medalhas olímpicas e bicampeão mundial, e foi eliminado. O coreano ganhou seu terceiro campeonato mundial neste torneio. 
No Campeonato Pan-Americano de Taekwondo de 2018, Edival conquistou a medalha de ouro na categoria 68 kg, sagrando-se campeão da competição pela primeira vez.
No Campeonato Mundial de Taekwondo de 2019, Edival repetiu a campanha de 2017, chegando às oitavas de final.
Em 2019, aos 21 anos, Edival obteve seu maior título ao sagrar-se campeão dos Jogos Pan-Americanos de 2019. Conquistou a medalha de ouro na categoria 68 kg, derrotando Bernardo Pié, da República Dominicana, na final, de virada por 17 a 14. Desde 2007, o país não conquistava uma medalha de ouro na modalidade nos Jogos Pan-Americanos.
Edival foi convocado para o pré-olímpico em março de 2020. Cada país pode enviar apenas dois atletas por gênero para o pré-olímpico, apesar do taekwondo ter quatro categorias nas Olimpíadas. A Confederação Brasileira de Taekwondo convocou Ícaro Miguel (até 80kg) e Edival Pontes (até 68kg). Ícaro e Edival fecharam a classificação olímpica mundial ficando em nono lugar em suas respectivas categorias.
Nos Jogos Olímpicos de Verão de 2020, Edival, estreando nas Olimpíadas, acabou perdendo na estreia para o turco Hakan Recber por 25 a 18, nas oitavas de final da categoria até 68kg. Com o resultado, ele teve que esperar o desfecho da campanha do turco para saber se ele poderia disputar a repescagem e brigar pelo bronze. Caso chegasse à final, o brasileiro poderia ter novamente a chance de uma medalha. Mas isso não aconteceu. Hakan caiu nas quartas de final para o britânico Bradly Sinden.
No Campeonato Pan-Americano de Taekwondo de 2022, Edival conquistou a medalha de ouro na categoria até 74 kg, sagrando-se campeão da competição pela segunda vez.
Nos Jogos Sul-Americanos de 2022, conquistou a medalha de prata na categoria até 68 kg. 
No Campeonato Mundial de Taekwondo de 2022, Edival tornou-se vice-campeão mundial, obtendo a prata na categoria até 74 kg. Aos 25 anos, foi sua primeira medalha em Campeonatos Mundiais adultos. Edival buscava ser o segundo brasileiro medalhista mundial de taekwondo, depois de Natália Falavigna ser campeã em 2005.
Nos Jogos Pan-Americanos de 2023, Edival fez parte da competição inaugural de times masculinos junto de Maicon de Andrade e Paulo Ricardo Melo, conquistando a medalha de ouro após vencer Cuba e Chile. Após o Pan, acabaria suspenso por uma acusação de doping, só voltando a competir em janeiro de 2024. Ainda assim, quatro meses depois venceu o qualificatório pan-americano que dava vagas para os Jogos Olímpicos de Verão de 2024.
Nas Olimpíadas de 2024, Pontes perdeu sua primeira partida para Zaid Kareem, mas entrou na repescagem quando Kareem chegou à final. Após vencer uma revanche contra Hakan Recber, ele chegou à disputa pela medalha de bronze contra Javier Pérez Polo, e com sua vitória se tornou o terceiro brasileiro com uma medalha olímpica no taekwondo depois de Natália Falavigna e Maicon Andrade.